# Jockey International
Jockey International ist ein US-amerikanischer Hersteller sowie Groß- und Einzelhändler von Kleidung. Das Unternehmen wurde 1876 als S.T. Cooper & Sons im Mittleren Westen gegründet und ist seither in Familienbesitz.
In Deutschland ist die Marke Jockey seit 1951 auf dem Markt.

## Geschichte
1876 gründete der pensionierte Pastor Samuel Thrall Cooper (1824–1892) mit seinen Söhnen Charles und Willis, die beide 1903 durch ein Feuer ums Leben kamen, sowie Henry († 1924) in St. Joseph, Michigan das Unternehmen S.T. Cooper & Sons. Zwei Jahre später wurden bereits 90 Mitarbeiter beschäftigt. Die Firma stellte die ersten 22 Jahre nach ihrer Gründung erfolgreich Wollsocken und Strümpfe für Herren, Damen und Kinder her. Ende der 1890er Jahre wurde der Sitz auf die andere Seite des Lake Michigan nach Kenosha verlegt, wo sich am selben Standort bis heute die internationale Firmenzentrale befindet. 1898 wurde das Portfolio um Herren-Unterwäsche erweitert. Zur Jahrhundertwende firmierte das Unternehmen als Cooper Underwear Company. Nach dem Tod von Charles und Willis war Henry alleiniger Eigentümer des Unternehmens. Ein Verkaufsschlager war zu dieser Zeit der sogenannte Union Suit, lange Unterwäsche in Form eines Einteilers aus Wirkware. Nach sehr erfolgreichen Jahren wurde der Firmenname 1929 erneut geändert, in Cooper’s Inc. Das Unternehmen produzierte nun einen kurzen, ärmellosen Einteiler in Shorts-Form namens Singleton. 1934 führte es einen knapp geschnittenen, modernen Slip ohne Oberteil unter dem Namen Jockey Brief ein, der in Anlehnung an den Jockstrap benannt war und inspiriert wurde von einer Postkarte von der Französischen Riviera, auf der ein Mann mit einem enganliegenden Herren-Badeanzug abgebildet war. Den Markennamen Jockey ließ sich das Unternehmen rechtlich schützen. Der sensationelle Verkaufserfolg dieses Modells ebnete den Weg für neue Modelle und die internationale Expansion des Unternehmens. 1935 wurde der Y-Front Brief präsentiert, eine Weiterentwicklung des Jockey Brief mit Eingriff und Verstärkungs-Nähten in Form eines umgedrehten Ypsilons.

Jockey-Logo der 1940er bis 2000er Jahre mit dem ‚Jockey Boy‘

Die erste ausländische Lizenz wurde 1936 nach Kanada vergeben, 1938 folgten Großbritannien, Australien und schließlich andere europäische Märkte. Das Unternehmen betrieb eine liberale Lizenzpolitik, wenngleich unter der Maßgabe hoher Qualitätsstandards. Dies führte zu unterschiedlichem Markenauftritten in den verschiedenen Ländern. 1938 veranstaltete Cooper’s werbewirksam auf einer Fachmesse die ‚Cellophane Wedding‘ (dt. ‚Zellophan-Hochzeit‘), den Auftritt eines als Brautpaar eingekleideten Model-Paares, das aus Cellopahn gefertigte, transparente Festkleidung und darunter gut sichtbare Jockey-Unterwäsche trug. In den folgenden Jahren gewann das Unternehmen prominente Werbeträger wie Babe Ruth, Yogi Berra oder Bart Starr. Dennoch machte die amerikanische Wirtschaftskrise dem Unternehmen schwer zu schaffen. Ab 1940 führte Cooper’s eine stilisierte Jockey-Figur, den Jockey Boy, als Unternehmenslogo ein und betätigte sich als Sponsor im Pferde-Rennsport. Während des Zweiten Weltkriegs fertigte Cooper’s Wirkwaren für die US-Armee. In den folgenden Jahren wurden erstmals der Markenname Jockey auf das Saumband der Unterwäsche gestickt, aktiv Print- und schließlich Fernsehwerbung (1958) für die Marke betrieben und zahlreiche neue Modelle vorgestellt. Dabei fungierten die europäischen Lizenznehmer oftmals als modische Vorreiter. Erst 1971 wurde aus der Cooper’s, Inc. die Jockey Menswear, Inc. und schließlich 1972 Jockey International, nachdem der seit 1930 im Unternehmen tätige und seit 1961 als Geschäftsführer von Cooper’s fungierende Harry H. Wolf Sr. das Unternehmen gekauft hatte.
Für das Cover des Rolling Stones-Albums Sticky Fingers kreierte Andy Warhol, der selbst als Jockey-Träger bekannt war, 1971 eine mit einem $-Zeichen verzierte Y-Front Brief von Jockey, die bis heute als Kunstwerk erhalten blieb. Nach Wolfs Tod übernahm dessen Tochter Donna Wolf Steigerwaldt 1978 die Leitung der Firma. Ab Anfang der 1980er Jahre kamen auf dem amerikanischen Markt auch Damenwäsche und -strümpfe von Jockey hinzu. Der beliebte Baseballspieler Jim Palmer wurde 1980 das prominente Gesicht der Jockey-Werbekampagne. 1981 fertigte Jockey Unterwäsche für die Designermarke Yves Saint Laurent. Innovationen der folgenden Jahre waren unter anderem der Einsatz von Elastan in Unterwäsche, Modelle ohne Naht oder formstützende 3D-Wäsche. Das erste eigene Jockey-Geschäft im Ausland wurde 1991 in Straßburg eröffnet. Jockey fertigte Mitte der 1990er in den USA in Lizenz Unterwäsche für Perry Ellis und Tommy Hilfiger und ab den 2000er Jahren auch für Liz Claiborne.
Das eigene Sortiment war seit den 1960ern um Sportswear-Bekleidung wie Hemden, Pullover, Hosen, Jacken und Mützen erweitert worden. Mitte der 1990er wurden vier Produktionsstätten in den USA geschlossen und nach Mittelamerika verlegt. Die Webseite des Unternehmens ging 1997 online, über sie konnte ab 1999 auch eingekauft werden. Ab 2000 war Jockey auf dem chinesischen Markt erhältlich. Donna Wolf Steigerwaldt starb 2000 und ihre Tochter Debra Waller übernahm 2001 die Geschäftsführung von Jockey. 2004 wurden auch die Fabriken in Kentucky geschlossen, die Standorte in Millen, Georgia und North Carolina blieben erhalten.
2006, anlässlich des 130-jährigen Firmenbestehens, wurde der Jockey Boy als Markenzeichen durch den sogenannten Jockey Swirl, einen Kreis, umgeben von drei stilisierten Sämlingen, ersetzt. Die Marke Jockey ist in rund 150 Ländern erhältlich. Die größten Konkurrenten des Unternehmens auf dem amerikanischen Markt sind Calvin Klein (Wäsche-Sparte), Fruit of the Loom und HanesBrands (Hanes, Champion, Playtex, Wonderbra, L’eggs etc.).

## Jockey in Deutschland
1951 erwarb die 1950 in Hechingen gegründete VOLMA Wirkwaren GmbH (benannt nach den Gründern Hans Vollmöller – einem Schweizer Fabrikanten und Enkel von Robert Vollmöller – sowie Reinhold und Christian Maute, Söhne des Trikotwarenfabrik-Gründers Heinrich Maute aus Bisingen) die Lizenz für die Produktion und den Vertrieb von Jockey-Artikeln auf dem deutschen Markt, später auch für die Benelux. Vollmöller hatte die Lizenz für den Schweizer Markt bereits 1942 erworben, allerdings kam eine Zusammenarbeit erst nach dem Weltkrieg zustande. Besonders die 1980er Jahre stellten die wirtschaftliche Blütezeit von VOLMA und die im Mittelpreis-Segment angesiedelte Marke Jockey dar. VOLMA lancierte 1990 die preislich etwa 25 % teurer als Jockey angesetzte Premium-Marke Moonday. Mitte der 1990er Jahre wurde noch vornehmlich in Portugal, Italien, Hongkong und Thailand gefertigt, ab Ende der 1990er wurde die Produktion immer mehr ins osteuropäische Ausland verlagert. Im Laufe der Jahre kamen ab den 1970ern zum deutschen Jockey-Portfolio Bademoden, Herren-Nachtwäsche, eine Strick-Kollektion und schließlich Oberhemden hinzu. Im KaDeWe in Berlin gab es einen Jockey/Moonday Shop-in-Shop. Ab 1999 versuchte sich Volma für einige Saisons mit Jockey-Damenwäsche. Ab den 2000er Jahren wurde VOLMA auch Polen als Lizenz-Markt zugeteilt.
VOLMA ging nach einer Krise auf dem Wäschemarkt und dem zunehmenden Schwund von Wäsche-Einzelhändlern 2002 in die Insolvenz. Im gleichen Jahr war die Jockey Europe GmbH mit Firmensitz in Hechingen gegründet worden, ein Tochterunternehmen der amerikanischen Jockey-Muttergesellschaft, welche seither als Europa-Zentrale für Jockey fungiert. Die ca. 120 VOLMA-Mitarbeiter wurden entlassen, da die neue Jockey-Tochter, welche bezüglich Produktion und Beschaffung von Jockey International versorgt wurde, nur noch wenig Personal benötigte. Zuletzt machte VOLMA mit Jockey-Unterwäsche 50 bis 60 % des Gesamt-Umsatzes von 30 Mio. Euro, der Rest entfiel auf Jockey-Sportswear und die eigene Marke Moonday. Die Sportswear-Kollektion (Pullover, Hemden, Poloshirts, und Bademoden) wurde infolge bis auf wenige Ausnahmen eingestellt. Die Marke Moonday wurde 2004 als Moonday-Fashion GmbH in Hirrlingen unabhängig von Jockey ausgegliedert. Die vier von Jockey International für Europa vergebenen Lizenzen, welche bis dahin uneinheitlich geführt worden waren, wurden zurückgeholt und einheitlich koordiniert. Ab 2004 für einige Zeit und erneut ab 2008 wurde in Deutschland wieder Damen-Wäsche von Jockey präsentiert; allerdings wurde dieses Segment 2010 wieder aufgegeben. 2011 wurde in Zusammenarbeit mit der on-web AG in Bietigheim-Bissingen ein Jockey-Onlineshop für Deutschland gestartet. Mitte der 2010er Jahre übernahm die DePauli AG aus Garching bei München die Führung des Onlineshops. In Europa gab es zudem ab 2007 die hochpreisige Jockey by Coopers Heritage-Kollektion, eine Reihe neu aufgelegter Klassiker wie den Einteiler aus den Anfangsjahren des Unternehmens, die in der Folge weltweit angeboten und schließlich eingestellt wurde. In den USA besteht die Coopers by Jockey Klassik-Kollektion. Ab Mitte der 2010er Jahre wurde die Jockey-Damenwäsche in Deutschland erneut in das Sortiment aufgenommen.
General Manager der Europa-Zentrale von Jockey in Hechingen war ab Mitte 2010 der Münchner Michael Dodt, ein ehemaliger Unterwäsche-Produktmanager bei Triumph International, Huber Tricot und Tommy Hilfiger. Nach seinem Weggang 2014 wurden die Aufgaben auf mehrere Köpfe verteilt, unter anderem Marc Meyer, Jens Noll und Ruth Stevens. Deutschland stellt in Europa den größten Absatzmarkt für Jockey mit 50 % des europäischen Umsatzes dar. In Deutschland gibt es ca. 20 Jockey Shops-in-Shop, hauptsächlich in Karstadt-Warenhäusern. Das Unternehmen betreibt Outlets in Hechingen und in Uster.
Die Huber Tricot GmbH (heute: Huber Holding) war ab 1954 der österreichische Jockey-Lizenznehmer und ab 1972 auch der schweizerische, nachdem der vorherige Lizenznehmer, die Schweizer Vollmoeller AG aus Uster, aufgekauft worden war.